# Pudding Lane

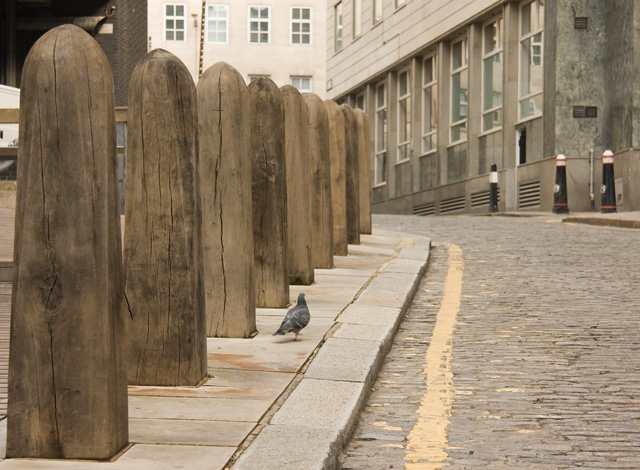
Pudding Lane.

Pudding Lane är en gata i London där bageriet där den stora branden i London startade 1666 låg. Gatan ligger bortom Eastcheap i City of London, nära London Bridge. 
Närmsta tunnelbanestationer är de hopbyggda Bank & Monument som betjänar fem olika linjer, bland annat Circle och District.  

## Historik
Pudding Lane var en av världens första enkelriktade gator. År 1617 enkelriktades den och sexton andra gränder runt Thames Street på grund av kraftiga trafik med vagnar och kärror. Den gata som finns idag ligger dock en bit från den ursprungliga Pudding Lane.